# Ponta Lépiney
A Ponta Lépiney  é um dos cumes do grupo conhecido pelas Agulhas de Chamonix no  Maciço do Monte Branco, na França. 

## Etimologia
Este nome provém  dos Lépiney, os irmãos Jacques de Lépiney e Tom  de Lépiney, que venceram esta ponta a 9  de Setembro de 1920.

## Fissura Lépiney
A meio da placa monolítica da parede S-O há uma fissura que também lhes presta homenagem, a Fissura Lépiney.

## Itinerário
Depois do refúgio de l'Envers des Aiguilles atravessa-se a ponta des Nantillons e sobe-se o glaciar de l'Envers de Blaitière, e a ponta está à esquerda do corredor da face Sul do Maluco.
O itinerário, como muito dos nomes no alpinismo, não são forçosamente sérios como em Tesouras, Gendarme, ou neste itinerário que se chama Je t'ai conquis, je t'adore

## Características
- Altitude  min /max : 3000 / 3429 m
- Desnível das dificuldades : 450 m
- Orientação principal : SE
- Tempo de percurso : 1 dia
- Cotação global : ED-
- Cotação livre : 6b+ > 6b